# 邁帕足球俱樂部
邁帕足球俱樂部（芬蘭語：Myllykosken Pallo −47，缩写为“MYPA” ，之前缩写为“MyPa”）是芬兰足球俱乐部，成立于1947年，位于现今科沃拉市米吕科斯基区内。该俱乐部曾在芬兰顶级的足球联赛中参加了24个赛季（1975，1992-2014），并获得过一次联赛冠军及三次芬蘭盃。俱乐部目前参加芬兰足球乙级联赛的比赛，主体育场为萨维涅米体育场。
迈帕在1975年首次升入芬超联赛，赛季中球队很快因成绩差降级跌出芬超，随后在低级联赛里面征战了10多年，终于在1990年代重返芬超并迅速成为了联赛中的一支劲旅，多次获得联赛的三甲。
2007年中国球员高雷雷正式与迈帕队签约，将身披球队的21号战袍征战芬超，这也是芬兰联赛第一次出现中国球员的加盟。

## 荣誉
- 芬兰足球超级联赛
  - 冠军 (1次): 2005年
- 芬兰杯
  - 冠军 (3次): 1992年, 1995年, 2004年

## 知名球员
- 萨米·许皮埃
- 亚里·利特马宁